# Jan Roháč z Dubé

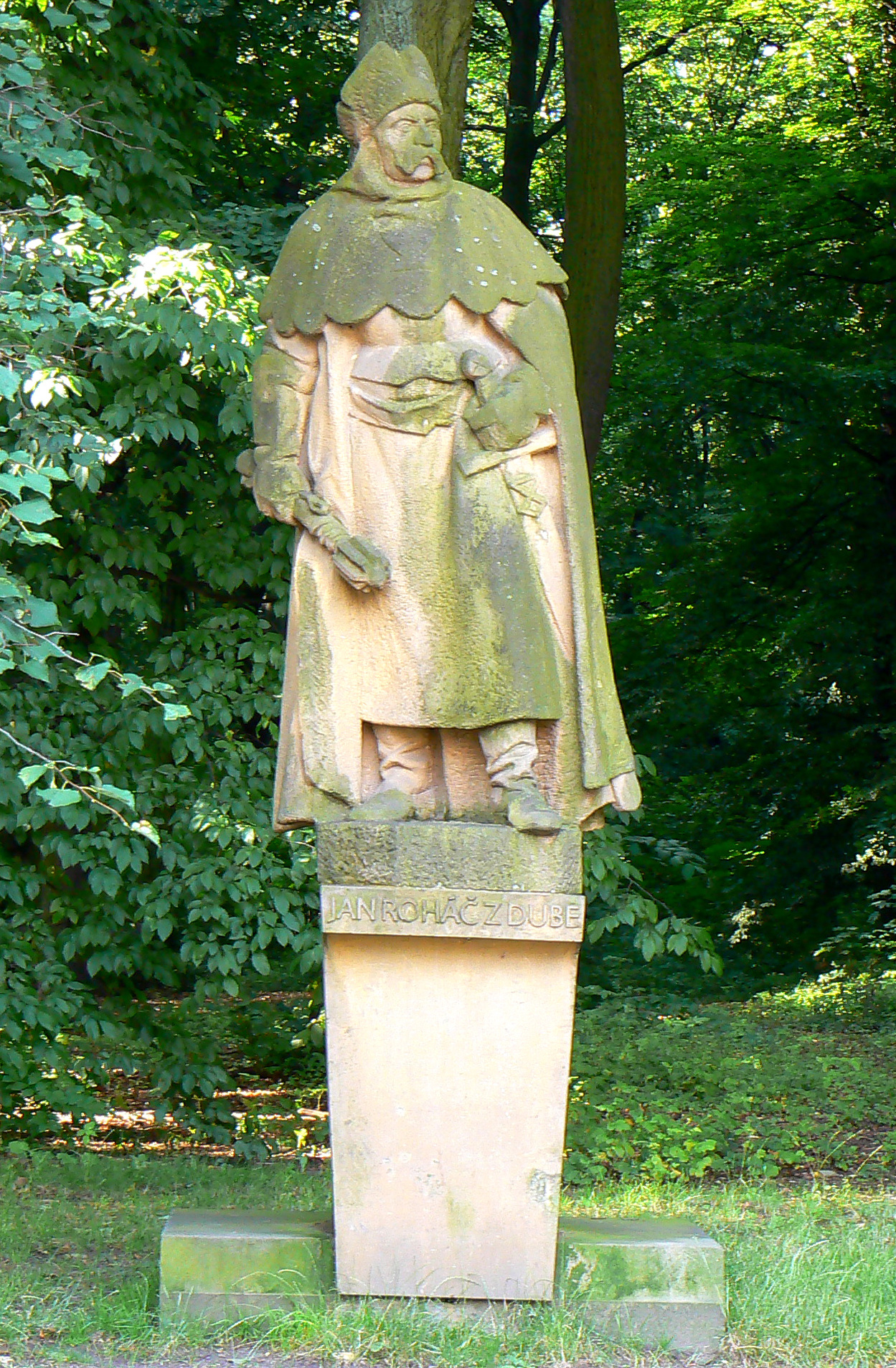
Statue von Jan Roháč z Dubé bei Schloss Stern in Prag

Jan Roháč z Dubé (auch: Johann Roháč von Dauba; † 9. September 1437 in Prag) war ein böhmischer Hussitenhauptmann.

## Leben
Jan stammte aus dem verarmten böhmischen Geschlecht der Herren von Dauba. Während der Hussitenkriege kämpfte er auf Seiten des Hussitenführers Jan Žižka, mit dem er verschwägert war, da sein Bruder Andreas mit Žižkas Tochter verheiratet war.
1420 wurde Jan in Lomnitz zum Hauptmann der Taboriten und 1421 zu einem der vier Verwalter der Stadt Tábor ernannt. Nach dem Tod Žižkas stellte er sich auf die Seite der radikalen Hussitenbewegung der Waisen und wurde 1427 zum Hauptmann in Tschaslau befördert.
Zu dieser Zeit begann er vermutlich mit dem Bau seiner Burg Sion. Bis zur Schlacht von Lipan fehlen von ihm weitere schriftliche Berichte. In dieser für die Hussiten vernichtenden Schlacht wurde er gefangen genommen, jedoch auf Fürsprache einiger hoher Adeliger wieder auf freien Fuß gesetzt. Danach kämpfte er mit den Überresten des radikalen Flügels der Waisen gegen den böhmischen König Sigismund. Seine Burg wurde von der königlichen Armee vier Monate lang belagert und am 6. September 1437 erobert. Jan wurde gefangen genommen und mit seinen 53 Mitkämpfern drei Tage später in Prag auf dem Altstädter Ring durch Hängen hingerichtet.
Nach František Palacký soll Jan am 8. September, als er vor den Kaiser geführt wurde, lauthals ausgerufen haben, man nehme ihm das Augenlicht, damit er nicht diesen abscheulichen Selbstherrscher ansehen müsse. Daraufhin wurde er mit seinen Gefährten in das Altstadt-Rathaus geführt und gefoltert. Bei der Hinrichtung wurde für ihn standesgemäß der höchste Galgen mit einer goldenen Kette gewählt. Der Verurteilte war in Adelsrobe mit einem goldenen Gürtel gekleidet.

## Verfilmung
Das Leben von Jan Rohác z Dube wurde 1947 vom tschechischen Regisseur Vladimír Borský mit Otomar Korbelár in der Hauptrolle verfilmt. In Österreich erhielt der Film den Titel Der Kampf um Dube.